# Stupeň B1040 Falconu 9
Stupeň B1040 Falconu 9 je první stupeň rakety Falcon 9 verze Block 4 vyráběné společností SpaceX. Poprvé tento první stupeň letěl v září 2017 při misi OTV-5, kdy po vynesení vojenského nepilotovaného miniraketoplánu úspěšně přistál na pevninské ploše Landing Zone 1. Následně byl stupeň zrenovován a letěl znovu při misi SES-12. Jelikož se u verze Block 4 nepočítalo s více než dvěma lety, tak nebyl proveden pokus o přistání.

## Historie letů
| Číslo použití | Datum startu (UTC) | Let číslo | Náklad | Start | Místo startu | Přistání | Místo přistání | Poznámky              |
| ------------- | ------------------ | --------- | ------ | ----- | ------------ | -------- | -------------- | --------------------- |
| 1             | 7. září 2017       | 41        | OTV-5  |       | KSC LC-39A   |          | LZ-1           |                       |
| 2             | 2. dubna 2018      | 56        | SES-12 |       | CCAFS SLC-40 |          |                | Bez pokusu o přistání |